# Mimusops
- Commons
- Wikispecies

Mimusops L. é um género botânico pertencente à família Sapotaceae.

## Sinonímia
| - Binectaria Forssk. - Elengi Adans. - Imbricaria Comm. ex Juss. | - Kaukenia Kuntze - Radia Noronha - Semicipium Pierre |

## Espécies
São mais de duzentas.
- Mimusops acutifolia, Mildbr.
- Mimusops angel, Chiov.
- Mimusops coriacea (A. DC.) Miq.
- Mimusops elengi
- Mimusops penduliflora, Engl.
- Mimusops riparia, Engl.
- Mimusops sechellarum, (Oliv.) Hemsl.
- Mimusops zeyheri
- Lista completa

## Classificação do gênero
| Sistema | Classificação                     | Referência               |
| ------- | --------------------------------- | ------------------------ |
| Linné   | Classe Octandria, ordem Monogynia | Species plantarum (1753) |